# Альфа-аманитин
α-Аманитин — циклический пептид, состоящий из восьми остатков аминокислот. Наиболее ядовитый из аматоксинов — токсинов, содержащихся во многих видах грибов, относящихся к роду Amanita, например, в бледной поганке. Также обнаруживается в грибах видов Galerina marginata и Conocybe filaris. ЛД50 α-аманитина при пищевом отравлении составляет приблизительно 0,1 мг/кг.

## Токсическое действие
Альфа-аманитин обладает необычно сильным сродством к ферменту РНК-полимеразе II. РНК-полимераза I нечувствительна к нему, а РНК-полимераза III чувствительна слабо. Попадая в клетку, аманитин связывает этот фермент, блокируя его работу, что, в свою очередь, приводит к прекращению синтеза белков и к разрушению клетки (цитолизу). В человеческом организме при отравлении больше всего страдают клетки печени и почек.

## Симптомы отравления
Симптомы редко проявляются ранее, чем через 10 часов после попадания аманитина в организм. Часто существенные изменения в состоянии пострадавшего проявляются через сутки после отравления. Эта задержка затрудняет диагностику и тем самым делает отравление аманитином особо опасным, так как на момент появления симптомов промывание желудка уже не может помочь.
Отравление проявляется в виде поноса и судорог, которые, впрочем, быстро проходят, создавая видимость выздоровления. На 4-5 сутки токсин вызывает существенные повреждения почек и печени, приводящие с течением времени к полной потере их работоспособности. Смерть обычно наступает примерно спустя неделю после попадания яда в организм.
Около 15 % отравленных умирают через 10 дней, последовательно получая почечную недостаточность, дисфункцию печени, гепатическую энцефалопатию и лёгочную недостаточность. Выжившие страдают от серьёзных повреждений печени и почек, зачастую требуется трансплантация.
Диагноз отравления аманитином затруднен. Он основывается на описанных клинических симптомах и на анализе наличия аманитина в моче (этот анализ наиболее эффективен в течение 48 часов после попадания аманитина в организм).
Лечение в основном поддерживающее (активированный уголь, переливания), также могут применяться различные препараты на основе пенициллина или цефалоспорина, подавляющие действие аматоксинов, например, силибин. В случаях серьёзного отравления может помочь срочная трансплантация печени.
В 2023 году было установлено, что специфическим антидотом к главному токсину бледной поганки, α-аманитину, является флюоресцентный краситель индоцианин зелёный, используемый также в медицинской диагностике в качестве маркера оценки кровоснабжения тканей и органов.